# Барятинская, Елизавета Александровна
Княгиня Елизавета Александровна Барятинская, урождённая графиня Чернышёва (11 октября  1826 — 18 февраля 1902) — фрейлина двора (1841), жена генерал-лейтенанта князя В. И. Барятинского; кавалерственная дама ордена Святой Екатерины (08.04.1873) и статс-дама двора (15.05.1883).

## Биография
Старшая дочь военного министра графа Александра Ивановича Чернышёва (1785—1857) от его брака с графиней Елизаветой Николаевной Зотовой (1808—1872). Родилась в Петербурге, крещена была в Придворном соборе Зимнего дворца протоиереем Григорием Мансветовым при воспреемстве императрицы Марии Фёдоровны. Под руководством матери получила прекрасное образование; свободно владела французским и русским языками, но родным языком был английский, на котором разговаривали в семье. Регулярно занималась музыкой и была талантливой пианисткой, ей посвятил свои два ноктюрна И. Ф. Ласковский. В четырнадцатилетнем возрасте жила с матерью в Париже, где обучалась у Шопена, который посвятил княжне один из своих ноктюрнов. Кроме того, великолепно стреляла из пистолета и прекрасно ездила верхом (в начале 1860-х годов она вместе с дамами проделала путь верхом на лошади из Рима в Неаполь).

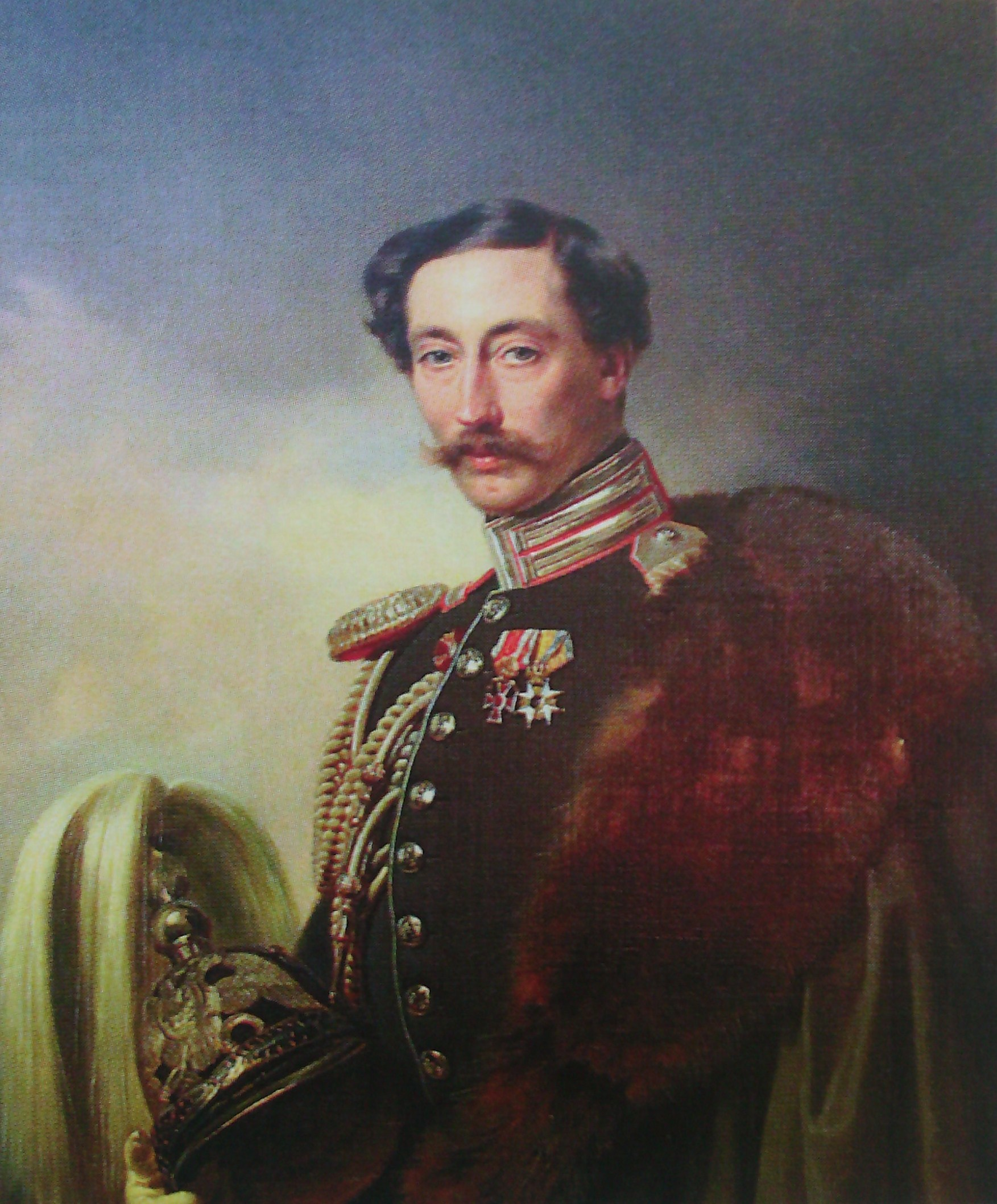
Князь В. И. Барятинский на портрете Франца Крюгера

Будучи фрейлиной двора, в день своего 20-летия Елизавета Александровна вышла замуж за долго за ней ухаживавшего князя Владимира Ивановича Барятинского (1817—1875), состоявшего адъютантом у её отца. Венчание состоялось 11 октября 1846 года в Исаакиевском соборе; поручителями по жениху были генерал Н. Н. Анненков и граф Э. Г. Штакельберг; по невесте — барон П. А. Вревский. Принесла мужу большое приданое, дом на Большой Миллионной, 21/6 и 150 тысяч рублей серебром.
Супруги Барятинские были очень популярной парой в высших кругах столицы и Европы. Князь, «добрейший и честнейший человек», имел веселый нрав, был особенно любим императорским двором и со временем получил высокие должности. Жена его, одна из первых львиц петербургского общества, была известна под именем «княгини Бетси». Богатая и изящная, хотя и не красавица, но с идеальным цветом лица, красивыми руками и осиной талией, она постоянно была окружена высшей знатью и непременно участвовала во всех интимных придворных приемах. Свой прекрасный дом на Сергиевской улице, 42/44 Барятинские держали открытым. «Никто не умел так принимать, как они, — писала одна из современниц, — считалось большой честью попасть к ним». Балы княгини Бетси после придворных были самыми значительными, её повар славился на весь Петербург, а в погребе Барятинских хранились лучшие вина.

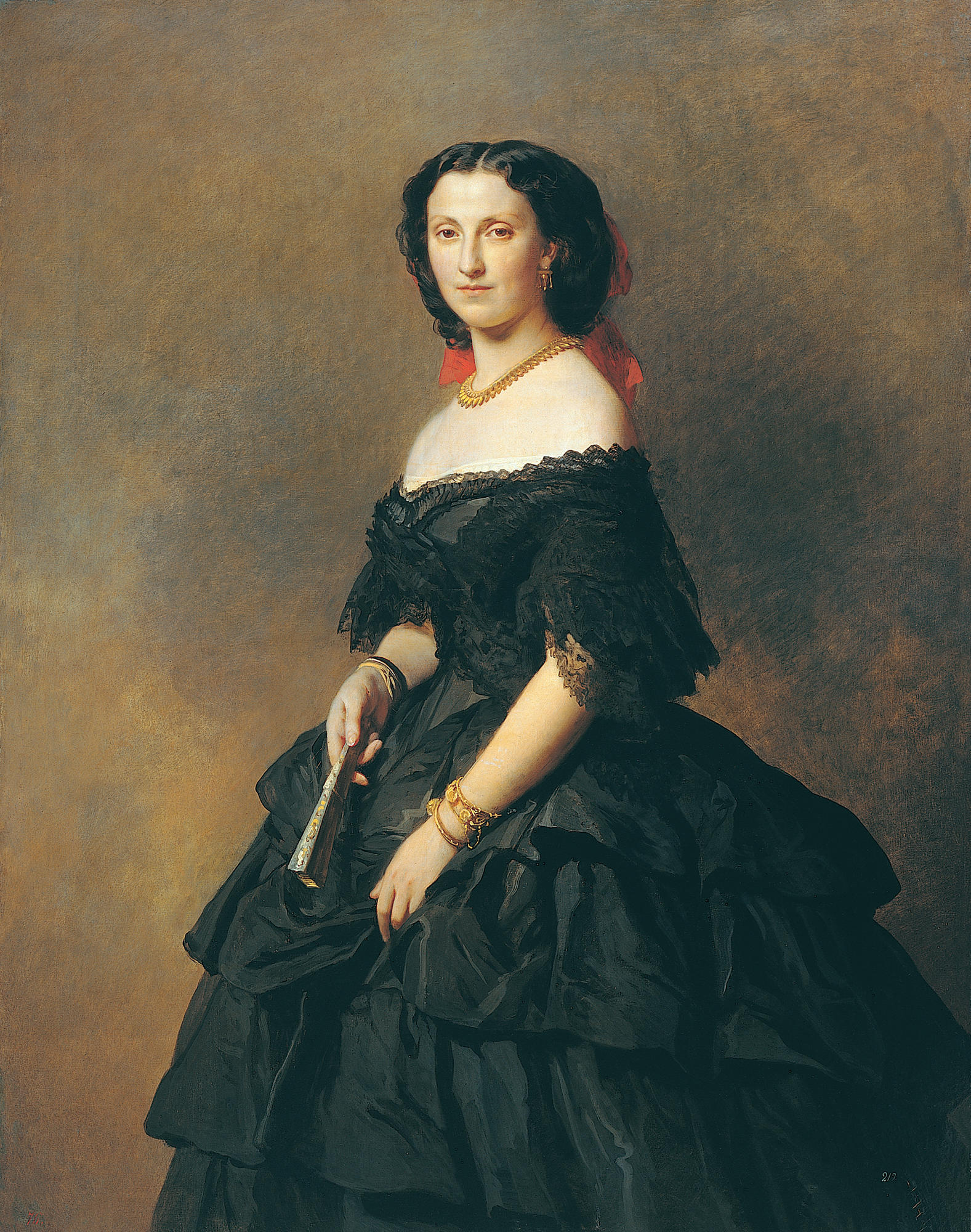
Елизавета Барятинская на портрете Ф. Винтерхальтера

Современники отзывались о княгине по-разному. Одни относили её к числу «прелестных барынь», другие находили «неприятной и смешной по её надменности». Так, например, А. А. Половцов утверждал, что Барятинская была «всегда глупа и чванлива, памятуя величие своего отца», а публицист Маркевич сострил, что, рассуждая с собой, княгиня мысленно повторяла слова Гейне: «Wenn ich nur denke vіe ich vornehm bin, so wird es mir ganz schauderhaft». Любопытно, что давая нелестную оценку княгине, многие отмечали, что она была добра и не любила злословия. Французский хроникер Дю-Блэ писал, что она «обладала более социальным знанием, чем умом, более любезной привлекательностью, чем искреннею добротою, а некоторые её качества настолько были развиты, что заменяли другие и даже давали о них иллюзию».

После смерти мужа (1875) Елизавета Александровна жила вместе с незамужней дочерью Марией в своем доме на ул. Миллионной. Больших приемов она уже не давала, но ради дочери устраивала вечера и раз в неделю давала небольшие обеды, человек на двенадцать. У неё бывали великий князь Владимир Александрович с супругой, семья Монтебелло, Пашковы, Юсуповы, члены дипломатического корпуса и многие другие. Говорили, что ради того, чтобы понравиться великой княгине Марии Павловне, она завела у себя рулетку. В конце жизни княгиня Бетси вела замкнутый образ жизни. Будучи статс-дамой, бывала только на официальных приемах при дворе и в посольстве. Каждый год с конца мая она три месяца проводила в своём имении Ивановское, которое называла «Lе Château» (то есть замок). Там она каждый день ходила на могилу мужа, много читала, занималась садом и вела активную переписку, а по вечерам играла в пасьянс. 

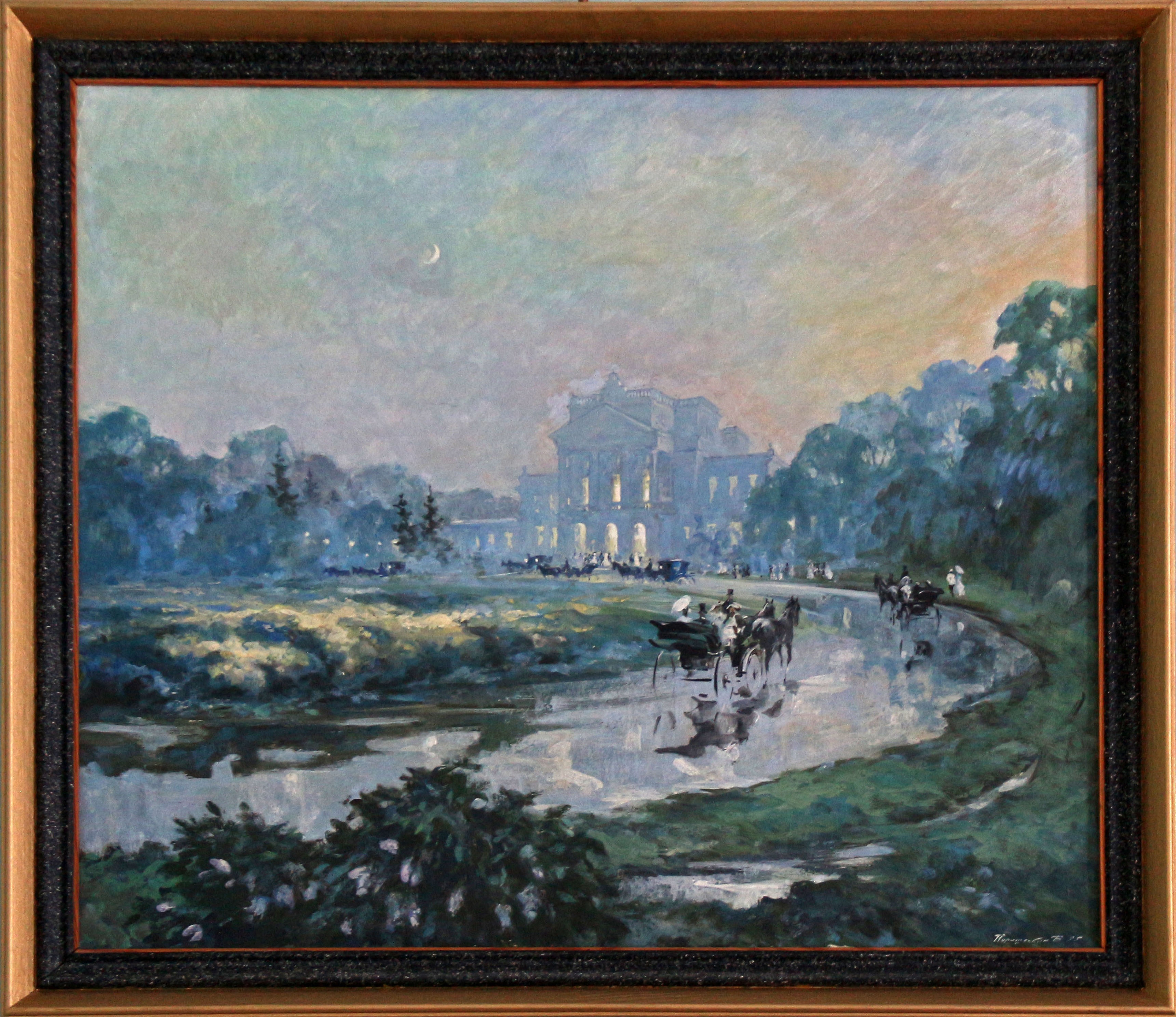
Ивановское в конце XIX века

В 1882 году в усадьбе состоялась свадьба её 31-летней дочери Марии с лейтенантом Григорием Петровичем Извольским. Жених был без состояния и не из светского общества, да и моложе невесты. Княгиня Бетси не одобряла выбор дочери. Обожая своего единственного сына, она тяжело переносила его конфликт с сестрами из-за его второй женитьбы (1897), и часто говорила, что «все это ускорит её смерть». В 1900 году она подарила сыну своё имение Петровское, что позволило князю создать майорат Ивановское-Петровское.
В 1901 году здоровье княгини начало ухудшаться, на вид она была здорова, но начала терять память. Осень она по обычаю провела в Париже и в начале января 1902 года вернулась в Петербург. 18 февраля на обеде она почувствовала себя плохо, потеряла сознание и, не приходя в себя, в три часа дня умерла от кровоизлияния в мозге. Прощальная панихида была в доме на ул. Миллионной в присутствии всего двора, отпевание в церкви Св. Захарии и Елизаветы при лейб-гвардии Кавалергардском полку. В гробу княгиня лежала в расшитом темном бархатном платье и в бархатном кокошнике с алмазами спереди, на лице её белая прозрачная вуаль. После её сын с женой перевезли прах в Ивановское и похоронили в семейном склепе.

## Дети
- Александр (1848—1909), командир лейб-гвардии Конного полка, генерал-майор в отставке. С 1872 года был женат на графине Елене Михайловне Орловой-Денисовой (1851—1914), после развода, с 1897 года женат на Анне Николаевне Покровской (1846—1935).
- Мария (1851—1937), фрейлина двора; с 1882 года замужем за лейтенантом Григорием Петровичем Извольским (1854—1884); во втором с 1888 года за камергером князем Иваном Викторовичем Барятинским (1857—1915), который приходился ей двоюродным братом. Была председательницей ялтинского комитета Красного Креста, последняя владелица особняка на Миллионной, д. 21, умерла в эмиграции.
- Владимир (30.10.1852[12]— ?), крещен 10 декабря 1852 года в церкви Св. Спиридона Тримифунтского при Главном управлении уделов при восприемстве деда князя А. И. Чернышёва и бабушки княгини М. Ф. Барятинской.
- Елизавета (1855—1936), замужем за графом Павлом Петровичем Шуваловым (1847—1902), последняя владелица великолепного дворца на Фонтанке, умерла во Франции.

Дети
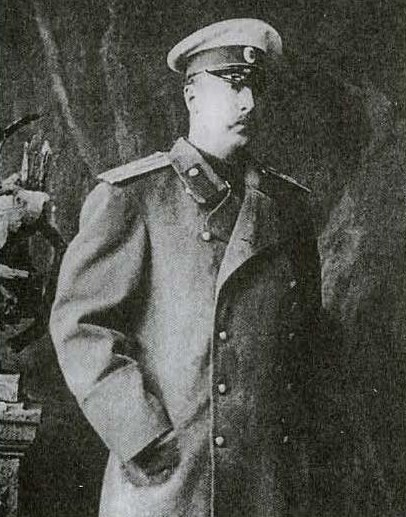
Александр
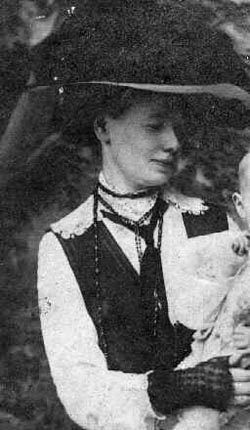
Мария
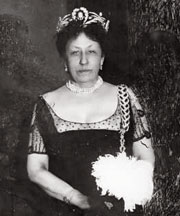
Елизавета